# 閏振単于
閏振単于（呉音：にんしんぜんう、漢音：じゅんしんせんう、拼音：Rùnzhènchányú、？ - 紀元前54年）は、中国前漢時代の匈奴の対立単于。匈奴の分裂時代における対立単于のひとりで、もともと休旬王という封王であった。屠耆単于の従弟で、姓は攣鞮氏、名は不明。

## 生涯
五鳳2年（前56年）、呼韓邪単于は屠耆単于を倒し、車犁単于を帰順させて、3つに分裂していた匈奴を再統一した。しかし、この一連の匈奴の内乱を見た呼韓邪単于の左大将である烏厲屈は、父の呼掲累烏厲温敦とともに、その衆数万人を率いて南の漢に降った。また、烏藉都尉は李陵の子によってふたたび単于に立てられたが、呼韓邪単于によって斬首された。呼韓邪単于はふたたび単于庭に遷ると、数万人を裁いた。この時、屠耆単于の従弟である休旬王は、5～6百騎を率いて左大且渠を撃ち殺し、その兵を併合して右地に至ると、自立して閏振単于となり、西辺に陣取った。その後、呼韓邪単于の兄である左賢王の呼屠吾斯も自立して郅支骨都侯単于となり、東辺に陣取った。これにより、匈奴はふたたび3つに分裂した。
五鳳4年（前54年）、西辺にいた閏振単于は、その衆を率いて東の郅支単于を攻撃した。しかし、閏振単于は郅支単于によって殺され、その兵は郅支単于に編入されることとなった。

## 参考資料
- 『漢書』（匈奴伝下）